# Río Sosyka
El río Sosyka (en ruso: Сосыка) es un río de la estepa del krai de Krasnodar, en el sur de Rusia, afluente por la izquierda del río Yeya. Su nombre proviene del turco Sasyk, "apestoso", a causa del hidrógeno sulfurado de olor característico presente en alguna de las aguas subterráneas que lo alimentan. Es el río con más carga mineral de la región, llegando a los 13 000 mg/l.

## Curso

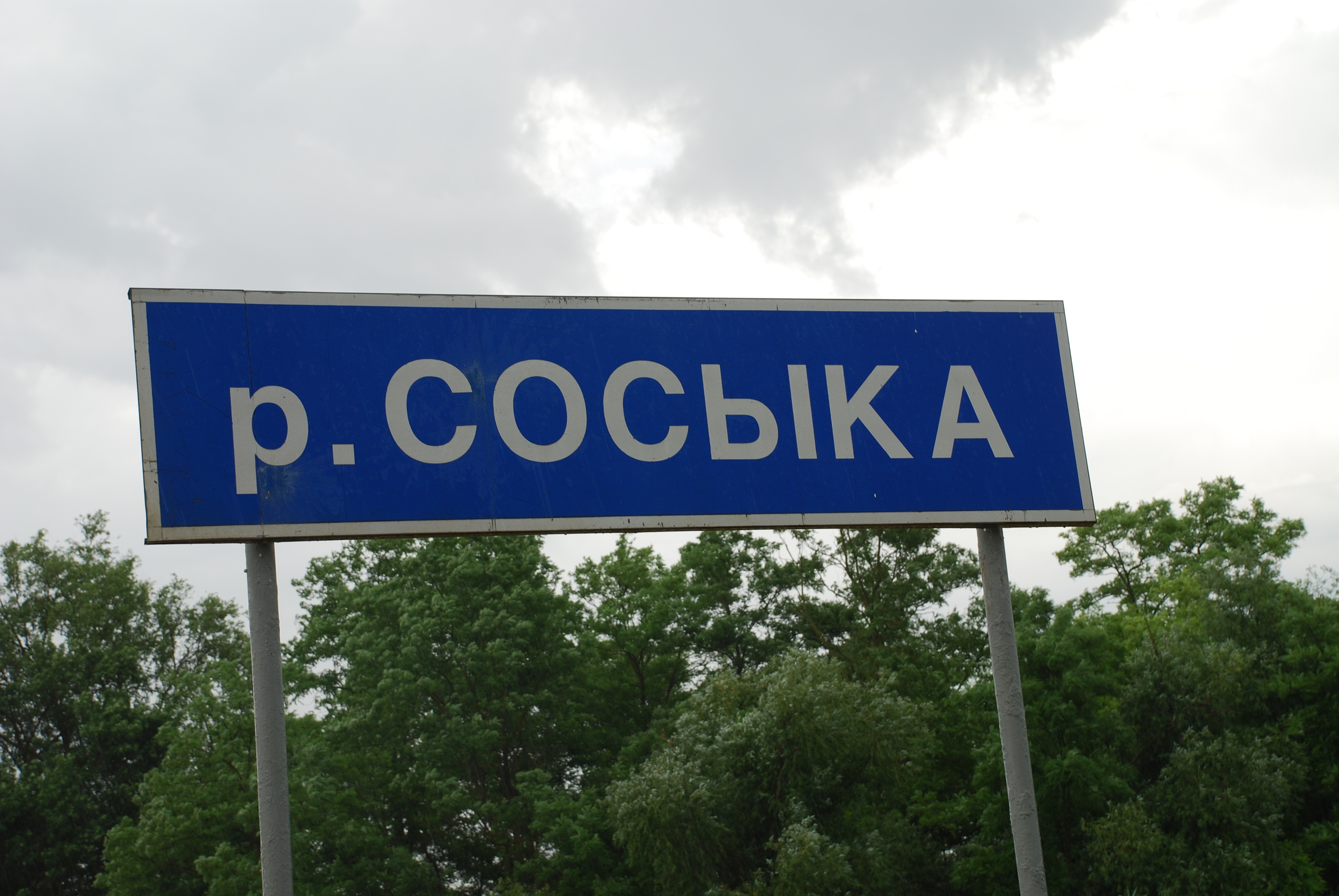
Señal en la carretera.

Tiene 159 km y una cuenca de 2 030 km². Nace al este de Latysh y discurriendo a lo largo de su curso en dirección oeste-noroeste atraviesa Bratski, Krasni, Novi, recibe un afluente por la derecha en el que se encuentran Uporni, Svobodni y Séverni; atraviesa Pávlovskaya, Shevchenko, Atamánskaya, Yutro, Burdatski, Smeli, recibe al Bichevaya por la derecha en el que se encuentran Bichevi, Sborni y Vesiólaya Zhizn; Vostochni, recibe otro afluente por la derecha en el que se encuentran Oktiábrskaya y Beli; Leningrádskaya, recibe otro afluente por la derecha a cuyas orillas se hallan Kulikovski y Oktiabrski; a continuación pasa por Západni, recibe un afluente por la izquierda en el que se halla Romashki; continúa dejando en sus orillas Vostochni Sosyk, Storozhi Vtorye, Storozhi Pervye, Západni Sosyk, Vesioli, Náberezhni, recibe otro afluente por la derecha en cuya cuenca se encuentran Kubanets, Krásnaya Zariá, Znamia Komunizma y Proletarski; Mirni, recibe otro afluente por la derecha en el que se encuentra Komsomolski; y Staromínskaya -ante la que el río forma un embalse- antes de desembocar en el Yeya.
La cantidad de algas depositadas en el lecho del río dificulta la creación de oxígeno en las aguas del río, hecho que amenaza la pervivencia de las especies de peces del río. Se llevan a cabo trabajos de dragado en vista a solucionar este problema, que produjo la muerte de numerosos peces en 2005.
Sus principales afluentes son el Popova, el Bichevaya y el Dobrenkaya (30 km), los tres por la derecha.